# Ina Halle Haugen
Ina Halle Haugen (* 22. November 2003) ist eine norwegische Leichtathletin, die sich auf den Mittel- und Langstreckenlauf spezialisiert hat. Auch ihre Mutter Gunhild Haugen und ihr Großvater Per Halle waren als Leichtathleten aktiv.

## Sportliche Laufbahn
Erste Erfahrungen bei internationalen Meisterschaften sammelte Ina Halle Haugen beim Europäischen Olympischen Jugendfestival (EYOF) 2019 in Baku, bei dem sie in 9:49,54 min die Silbermedaille im 3000-Meter-Lauf gewann. 2021 sicherte sie sich bei den U20-Europameisterschaften in Tallinn in 9:16,47 min die Bronzemedaille über 3000 m und erreichte dann im Dezember bei den Crosslauf-Europameisterschaften in Dublin nach 14:16 min Rang 31 im U20-Rennen. Im Jahr darauf schied sie bei den U20-Weltmeisterschaften in Cali mit 4:22,21 min im Vorlauf über 1500 Meter aus und gelangte mit 9:40,07 min auf Rang neun über 3000 Meter. Im Dezember wurde sie bei den Crosslauf-Europameisterschaften in Turin nach 14:20 min 49. im U20-Rennen. Im Jahr darauf wurde sie bei den Crosslauf-Europameisterschaften 2023 in Brüssel nach 27:38 min Zwölfte im U23-Rennen.
2022 wurde Haugen norwegische Hallenmeisterin im 1500-Meter-Lauf sowie über 3000 Meter.

## Persönliche Bestleistungen
- 800 Meter: 2:06,78 min, 6. August 2021 in Jessheim
- 1500 Meter: 4:16,82 min, 9. Juni 2021 in Oslo
  - 1500 Meter (Halle): 4:22,85 min, 20. Februar 2021 in Bærum
- 3000 Meter: 9:11,81 min, 22. Mai 2021 in Tønsberg
  - 3000 Meter (Halle): 9:25,47 min, 6. Februar 2022 in Ulsteinvik